# Valentín Paniagua
Valentín Demetrio Paniagua Corazao (Cusco, 23 de setembre de 1936 - Llima, 16 d'octubre de 2006) va ser un advocat i polític peruà, va ser President Transitori, després de la caiguda de Alberto Fujimori.
A finalitats de l'any 2000, després de la destitució de Martha Hildebrandt, va assumir com a President del Congrés, amb la renúncia i posterior destitució d'Alberto Fujimori, va ser nomenat President Transitori de la República del Perú des del 22 de novembre de 2000 fins al 28 de juliol de 2001 amb la fi principal de dur a terme les eleccions presidencials que va guanyar Alejandro Toledo Manrique.
Cinc anys després que deixés la presidència de la república, després d'haver estat internat a causa del seu delicat estat de salut, des del 21 d'agost fins al 16 d'octubre de 2006, va morir aquest últim dia a les 5:00 a. m., víctima d'una sèrie de complicacions pulmonars i d'una aturada cardíaca.
Ha estat el mandatari de millor recordación des del seu mestre Fernando Belaúnde Terry, segons sondejos del grup Apoyo de la primera meitat de 2006.